# Alytus
Alytus (pronunciaciónⓘ) (Olita en polaco, Алитус en ruso) es una ciudad con derechos de municipio del sur de Lituania, capital de la provincia homónima. Centro histórico de la región Dzūkija, la ciudad se extiende al lado del Río Niemen. Las autopistas más importantes que unen Vilna, Kaunas, Lazdijai y Hrodna, en Bielorrusia, pasaban por ella. 70 km separan Alytus de Kaunas, y 105 km la separan de Vilna.
Dividida en dos entidades diferentes durante siglos, consiste en dos partes a las que aún se conoce de forma habitual como Alytus I y Alytus II, siendo la primera una población más pequeña, mientras que la segunda abarca el centro de la ciudad con parques, microdistritos y áreas industriales.

## Historia
El primer registro histórico de Alytus data de 1377, cuando se la menciona en las Crónicas de Wigand de Marburg con el nombre de Aliten. De acuerdo con dicha crónica, el lugar estaba ocupado por una pequeña fortaleza de madera, desde la cual la Orden Teutónica defendía la frontera lituana. El fuerte y el poblado colindante fueron creciendo  gradualmente, a pesar de los frecuentes saqueos de lituanos y teutones. El Tratado del Lago Melno dejó la localidad en el lado teutónico de la frontera, pero fue recuperada más tarde. El 15 de junio de 1581, el Gran Duque de Lituania y el rey de Polonia Stefan Batory concedieron al pueblo los derechos de ciudad, basándose en la Ley Magdeburgo. Dicha fecha ha quedado marcada por el Día de Alytus, y es fiesta local.
Hasta la División de la Mancomunidad Polaco-Lituana, la ciudad formó parte del Voivodato de Trakai del Gran Ducado de Lituania, siendo un notable centro de comercio en el Río Niemen y sirviendo como ruta principal para la exportación de bienes desde Lituania. Asimismo, el lugar también adquirió importancia al estar allí emplazada una de las oficinas reales económicas. En la tercera división de Polonia y Lituania, en 1795, la ciudad fue dividida entre el Imperio ruso y el Reino de Prusia. Durante las Guerras Napoleónicas, tras el Tratado de Tilsit, la parte oeste fue cedida al Ducado de Varsovia. Tras el Congreso de Viena pasó a formar parte del estado sucesor del ducado, el Reino de Polonia. Aunque el estado estaba ligado con Rusia a través de una unión personal, ambas partes de la ciudad permanecieron completamente separadas hasta el Alzamiento de enero de 1863, tras el cual desapareció la autonomía de Polonia, si bien las dos partes siguieron siendo gobernadas de forma separada.
A finales del siglo XIX la ciudad se incorporó a una serie de plazas fortificadas rusas a lo largo de la frontera con Prusia Oriental. Estaba comunicada con el resto del mundo a través de un ferrocarril y una nueva carretera. Además, las autoridades záricas construyeron varios cuarteles y una iglesia ortodoxa (convertida más tarde en iglesia católica). Sin embargo, a pesar de los esfuerzos puestos en la fortificación por los rusos, durante la Primera Guerra Mundial las Potencias Centrales consiguieron capturar la ciudad de forma intacta, sin demasiada resistencia. En 1915 la población se incorporó al llamado Ober-Ost, y ambas partes fueron una vez más unidas bajo una única administración, lo cual no ocurría desde 1795.
Tras la finalización de la Primera Guerra Mundial la región siguió disputada por las recientemente independientes Polonia y Lituania, mientras que el control real lo ejercía el ejército alemán establecido en la zona. Cuando los alemanes se retiraron en 1919, la ciudad fue tomada por el Ejército Rojo. El 12 de febrero de 1919 se convirtió en el campo de batalla de la primera escaramuza entre las fuerzas rusas y lituanas, que finalmente se hicieron con el control. Desde entonces ha formado parte de la República de Lituania.
Tras la invasión de Polonia, un gran campo de prisioneros de guerra fue establecido en la ciudad, para los soldados polacos. Tras la ocupación alemana de la ciudad en 1941, el campo se reconvirtió en una prisión para soldados soviéticos (Stalag 343). En el bosque cercano de Vidzgiris, los nazis asesinaron a aproximadamente 60.000 personas, mayormente judías de las poblaciones cercanas de Polonia y Lituania.

## Relaciones internacionales
Alytus está hermanada con:
| - Berdychiv, Ucrania - Botkyrka, Suecia - Cēsis, Letonia - Choszczno, Polonia - Giżycko, Polonia | - Lida, Bielorrusia - Mandal, Noruega - Næstved, Dinamarca - Opole, Polonia - Ostrołęka, Polonia | - Petrozavodsk, Rusia - Rouen, Francia - San Martín, Argentina - Suwałki, Polonia |